# سبتهيد

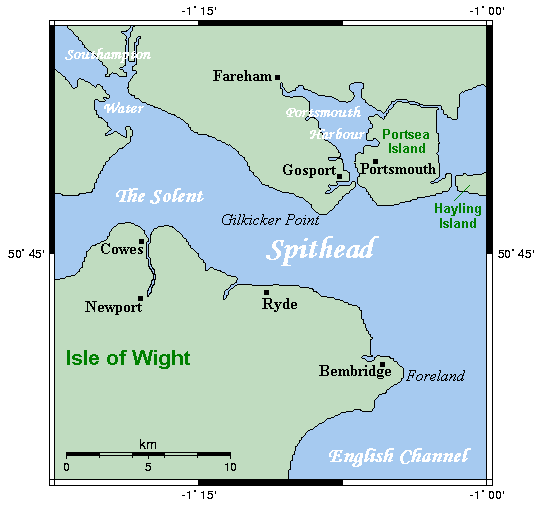
Closeup map of Spithead

سبتهيد هي منطقة من سولنت ورودستيد قبالة Gilkicker Point في هامبشاير، إنجلترا. إنها محمية من جميع الرياح، باستثناء تلك من الجنوب الشرقي. جاء اسمها من Spit، وهو شاطئ رملي يمتد جنوبًا من شاطئ هامبشاير لمسافة 5 كم (3.1 ميل)؛ ويبلغ طولها 22.5 كم (14.0 ميل) بحوالي 6.5 كم(4.0 ميل) بمتوسط اتساع. تم الدفاع عن سبتهيد بقوة منذ عام 1864 من قبل سولنت هولت الأربعة، والتي تكمل تحصينات Portsmouth.
استعراض الأسطول هو تقليد بريطاني يحدث عادة في سبتهيد، حيث يقوم الملك بمراجعة البحرية الملكية المكتظة.
تمرد سبتهيد في عام 1797، في أسطول البحرية الملكية في مرساة في سبتهيد. إنه أيضًا الموقع الذي غرق فيه HMS Royal George في عام 1782 مع فقد أكثر من 800 شخص.